# Ескадрені міноносці типу «Буенос-Айрес»
Ескадрені міноносці типу «Буенос-Айрес» (ісп. Clase Buenos Aires) — клас військових кораблів з 156 ескадрених міноносців, що випускалися британськими суднобудівельними компаніями на замовлення Аргентини. Кораблі, що перебували на озброєнні ВМС Аргентини у 1930-1970-х роках, розроблялися на основі дизайну британських ескадрених міноносців типу «G». Усього для ВМС Аргентини було побудовано 7 есмінців.

## Історія
У 20-х роках XX століття Аргентина почала докладати чималих зусиль на повернення військово-морської переваги у регіоні. в 1924 і 1926 роках аргентинські лінкори «Рівадавія» і «Морено» відповідно відправили на модернізацію до США, а в 1926 була прийнята чергова програма будівництва флоту. У 1937 році ВМС Аргентини замовили 7 есмінців британського типу «G». Усі кораблі цього типу отримали назви на честь аргентинських провінцій Буенос-Айрес, Коррієнтес, Ентре-Ріос, Місьйонес, Сан-Хуан, Сан-Луїс та Санта-Крус. Кораблі були побудовані на британських верфях з урахуванням вимог аргентинців у 1937—1938 роках. З початком Другої світової війни есмінці входили до складу ескадри, яка забезпечувала нейтралітет Аргентини.
Після війни кораблі пройшли модернізацію, були встановлені 40-мм зенітні гармати «Бофорс» та оновлене радіолокаційне обладнання. У 1956 році було демонтовано один чотиритрубний торпедний апарат.
3 жовтня 1941 року, під час маневрів аргентинського флоту, що проходили в сильний туман, важкий крейсер «Альміранте Браун» протаранив та потопив есмінець «Коррієнтес», а потім у крейсер урізався лінкор «Рівадавія».

## Список ескадрених міноносців типу «Буенос-Айрес»
Позначення
| Корабель       | Номер вимпелу | Виготовлювач                          | Закладено | Спущено          | У строю         | Статус |
| -------------- | ------------- | ------------------------------------- | --------- | ---------------- | --------------- | --- |
| «Буенос-Айрес» | T6 / D6       | Vickers-Armstrongs, Барроу-ін-Фернесс | ?         | 21 вересня 1937  | 4 квітня 1938   | 1971 року розібраний на брухт                                                                                        |
| «Корріентес»   | T8            | Vickers-Armstrongs, Барроу-ін-Фернесс | ?         | 21 вересня 1937  | 1 липня 1938    | 3 жовтня 1941 року під час маневрів зіткнувся в тумані з важким крейсером «Альміранте Браун», унаслідок чого затонув |
| «Ентре Ріос»   | T7 / D7       | Vickers-Armstrongs, Барроу-ін-Фернесс | ?         | 21 вересня 1937  | 15 травня 1938  | 1973 року розібраний на брухт                                                                                        |
| «Місьйонес»    | T11 / D11     | Cammell Laird, Беркенгед              | ?         | 23 вересня 1937  | 5 вересня 1938  | 1971 року розібраний на брухт                                                                                        |
| «Сан Хуан»     | T9 / D9       | John Brown & Company, Клайдбанк       | ?         | 24 червня 1937   | 23 березня 1938 | 1973 року розібраний на брухт                                                                                        |
| «Сан Луїс»     | T10 / D10     | John Brown & Company, Клайдбанк       | ?         | 23 серпня 1937   | 23 березня 1938 | 1971 року розібраний на брухт                                                                                        |
| «Санта Крус»   | T12 / D12     | Cammell Laird, Беркенгед              | ?         | 3 листопада 1937 | 26 вересня 1938 | 1973 року розібраний на брухт                                                                                        |